# Callicostella martiana
Callicostella martiana är en bladmossart som beskrevs av Georg Friedrich von Jaeger 1877. Callicostella martiana ingår i släktet Callicostella och familjen Hookeriaceae. Inga underarter finns listade i Catalogue of Life.